# Further Films
Further Films (également connue sous le nom de Furthur Films) est une société de production de cinéma américaine qui a été créée par l'acteur et producteur de cinéma américain Michael Douglas en 1997. 

## Filmographie
- 2001 : Divine mais dangereuse (One Night at McCool's) de Harald Zwart
- 2001 : Pas un mot (Don't Say a Word) de Gary Fleder
- 2002 : Swimf@n de John Polson
- 2003 : Une si belle famille (It Runs in the Family) de Fred Schepisi
- 2003 : Espion mais pas trop ! (The In-Laws) de Andrew Fleming
- 2006 : The Sentinel de Clark Johnson
- 2015 : Hors de portée (Beyond The Reach) de Jean-Baptiste Léonetti
- 2017 : L'Expérience interdite - Flatliners (Flatliners) de Niels Arden Oplev
- 2019 : We Have Always Lived in the Castle[2] de Stacie Passon[3]
- 2020 : Ratched[4] de Ryan Murphy et Evan Romansky (série TV)